# اوتوکار

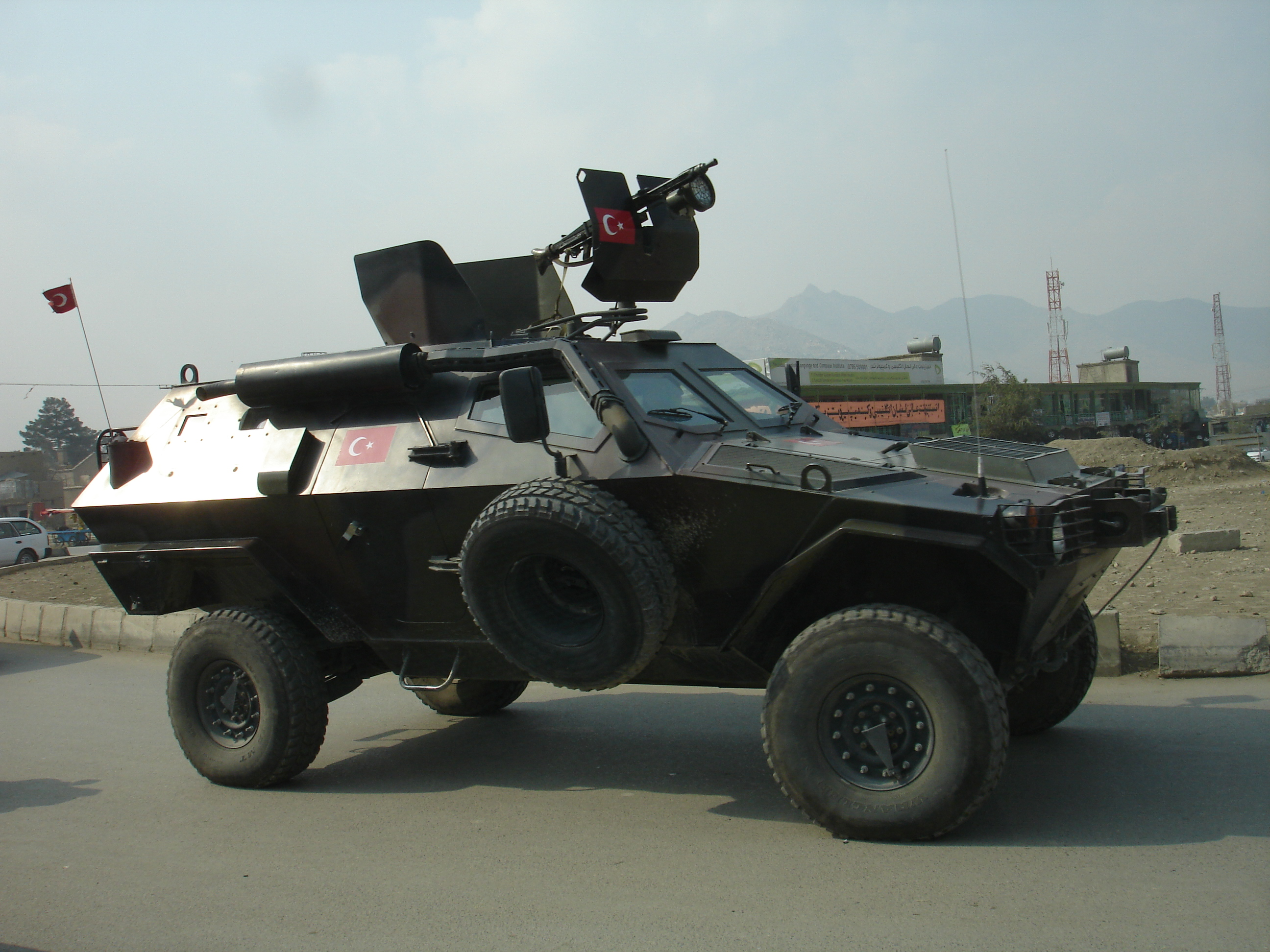
خودروی زره‌پوش جنگی اوتوکار کبرا، در شهر کابل، افغانستان

اوتوکار (به انگلیسی: Otokar) شرکت خودروسازی ترکیه‌ای است، که در زمینه تولید مینی‌بوس، اتوبوس، خودروهای بیابانگرد و خودروهای زره‌پوش جنگی فعالیت می‌کند.
شرکت اوتوکار در سال ۱۹۶۳ تأسیس شد و در حال حاضر شرکت تابعه‌ای از گروه کوچ هولدینگ می‌باشد و کلیه خودروهای نظامی مورد نیاز نیروهای مسلح ترکیه را تأمین می‌کند. این شرکت امروزه بخش عمده‌ای از تولیداتش را بومی‌سازی کرده است و تنها بخشی از تولیداتش تحت لیسانس لندرور می‌باشد.
دفتر مرکزی و کارخانه تولید و مونتاژ این شرکت در شهر آداپازاری، ترکیه قرار دارد و بخشی از سهام آن در بازار بورس استانبول معامله می‌شود.